# Emuarius
Эмуар (лат .Emuarius) — вымерший род нелетающих птиц из семейства Казуаровых, отряда Казуарообразных, живший в раннем миоцене и позднем олигоцене на территории Австралии. Это один из двух известных родов Эму . В роду известны два вида : Emuarius gidju и Emuarius guljaruba . Птицы данного рода известны как Эмуар. Название происходит от сочетания слов Эму и Казуар. Оно связано с его черепом и бедренной костью, похожими на таковые у Казуара, а также с его нижней частью ноги и стопы, похожими на ногу и стопу Эму. Из-за этих сходств он был помещен филогенетически между Казуарами и Эму.